# 施塔策爾巴赫河
48°11′59″N 11°18′50″E / 48.199607°N 11.313882°E

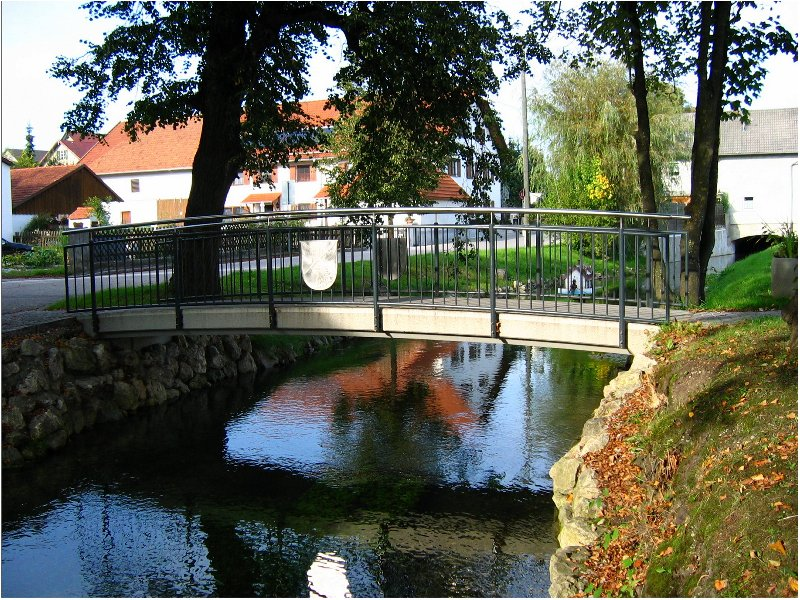

施塔策爾巴赫河是德國的河流，位於該國東南部，由巴伐利亞負責管轄，屬於安珀河的右支流，河道全長15.9公里，流域面積104.6平方公里。